# Hawk (Isobel Campbell e Mark Lanegan)
Hawk è il terzo album in studio collaborativo della cantante scozzese Isobel Campbell con il musicista statunitense Mark Lanegan, pubblicato nel 2010.

## Tracce
Testi e musiche di Isobel Campbell eccetto dove indicato.
1. We Die and See Beauty Reign (Campbell, Jim McCulloch) – 2:56
2. You Won't Let Me Down Again (Campbell, McCulloch) – 3:30
3. Snake Song (Townes Van Zandt) – 2:48
4. Come Undone – 5:44
5. No Place to Fall (Van Zandt) – 3:17
6. Get Behind Me – 5:09
7. Time of the Season – 4:28
8. Hawk – 2:28
9. Sunrise – 2:32
10. To Hell & Back Again – 4:46
11. Cool Water – 3:38
12. Eyes of Green – 1:51
13. Lately – 4:48

Tracce bonus iTunes
1. Won't Be Sorry – 3:23

## Formazione

### Artisti principali
- Isobel Campbell – voce (1–7, 9–12), piano (3, 5), autoharp (7), shaker (7), tamburello basco (10)
- Mark Lanegan – voce (1–4, 6, 7, 12, 13)

### Altri musicisti
- Jim McCulloch – chitarra (1–13)
- Dave McGowen – chitarra (1, 2, 11), contrabbasso (1–5, 11), basso (6–8, 10, 12, 13), armonica (12)
- Peter Dombernowsky – batteria (2, 3, 5–8, 10, 12, 13), percussioni (11, 13)
- Jeff Fielder – chitarra (2, 7, 13)
- James Iha – chitarra (2, 10)
- Nikolaj Heyman – chitarra (1, 8)
- Bill Wells – organo (6), piano (10, 12)
- Chris Geddes – organo Hammond (3, 4)
- Paile Hjorth – organo (3), fisarmonica (12)
- Jason Bratile – banjo (3)
- Willy Mason – voce (5, 11)
- Nina Violet – violino (5, 12)
- Makeda Francisco – voce (13)
- Tisha Freddrick – voce (13)
- Shreveport Massive – battimani (8)
- Paul Leonard Morgan – arrangiamenti (4, 7, 10)